# Собор Пензенских святых
Собо́р Пензенских святы́х — соборный праздник Русской православной церкви в честь святых, связанных с исторической территорией Пензенской митрополии своей жизнью, трудами и подвигами.

## Дата празднования
Установлен с 2020 года по благословению патриарха Кирилла в день памяти преподобного Иннокентия Пензенского 30 мая (12 июня н. ст.), согласно дате традиционного празднования дня рождения святого, которая исторически в XIX — начале XX в. была установлена в Пензе. Также важнейшее для жизни православия региона Просветительное Иннокентиевское братство, учрежденное в 1885 году в Пензе, и существующее в настоящее время в форме консультационно-реабилитационного центра, в этот день отмечало все свои годовщины. Также в после-советский период именно в этот день в Пензе празднуется День города.

## Святые пензенского Собора
- Августин (Беляев), архиепископ Калужский, священномученик (1937);
- Агриппина Киселева, мученица (1942);
- Арефа Насонов, пресвитер, священномученик (1938);
- Василий Смирнов, пресвитер, священномученик (1937);
- Гавриил Архангельский, пресвитер, священномученик (1937);
- Герасим (Сухов), преподобномученик (1937);
- Гермогена (Кадомцева), преподобномученица (1942);
- Григорий Самарин, диакон, священномученик (1940);
- Ева (Павлова), игумения, преподобномученица (1937);
- Елена (Асташкина), преподобномученица (1937);
- Иннокентий (Смирнов), епископ Пензенский, святитель (1819);
- Иоанн (Поммер), архиепископ Рижский, священномученик (1934);
- Иоанн Калинин, пресвитер, священноисповедник (1951);
- Иоанн Паташев, Кочетовский, блаженный (1886);
- Николай Прозоров, пресвитер, священномученик (1930);
- Пахомий (Ионов), преподобномученик (1937);
- Пётр Покровский, пресвитер, священномученик (1937);
- Тихон (Никаноров), архиепископ Воронежский, священномученик (1920);
- Феодор Каллистов, пресвитер, священномученик (1937);
- Феодор (Смирнов), епископ Пензенский, священномученик (1937);
- Филарет Великанов, пресвитер, священномученик (1918).